# Теорема котангенсов
Теорема котангенсов — тригонометрическая теорема, связывающая радиус вписанной окружности треугольника с длиной его сторон. Теорему котангенсов удобно использовать при решении треугольника по трём сторонам.

## Формулировка
Пусть
{\displaystyle a,b,c} — длины трёх сторон треугольника,
{\displaystyle A,B,C} — углы, лежащие напротив, соответственно, сторон {\displaystyle a,b,c},
{\displaystyle r} — радиус вписанной окружности треугольника и
{\displaystyle p={\frac {a+b+c}{2}}} — полупериметр треугольника.
Тогда справедливы следующие формулы:
{\displaystyle \mathrm {ctg} {\frac {A}{2}}={\frac {p-a}{r}}},
{\displaystyle \mathrm {ctg} {\frac {B}{2}}={\frac {p-b}{r}}},
{\displaystyle \mathrm {ctg} {\frac {C}{2}}={\frac {p-c}{r}}},
или эквивалентно:
{\displaystyle {\frac {p-a}{\mathrm {ctg} (A/2)}}={\frac {p-b}{\mathrm {ctg} (B/2)}}={\frac {p-c}{\mathrm {ctg} (C/2)}}=r}.
Словами теорему можно сформулировать так: котангенс половинного угла равен разности отношения полупериметра и длины противолежащей стороны указанного угла к радиусу вписанной окружности.

## Обобщение
В сферической тригонометрии существует похожая формула для половины угла, а также двойственная к ней формула половины стороны.

## Следствия
Из теоремы котангенсов может быть получено выражение для радиуса вписанной окружности {\displaystyle r={\sqrt {{\frac {1}{p}}(p-a)(p-b)(p-c)}}}. Далее, так как площадь треугольника {\displaystyle S=pr}, из теоремы котангенсов следует формула Герона.